# 49 av. J.-C.
Cette page concerne l'année 49 av. J.-C. du calendrier julien proleptique.

## Événements
- 6 décembre 50 (1er janvier 705 du calendrier romain)[1].
  - Début à Rome du consulat de  Lucius Cornelius Lentulus Crus et Caius Claudius Marcellus (ou 22 octobre 50 av. J.-C.)[2].
  - Jules César est sommé par le Sénat, sous la pression de Pompée, d’abandonner son commandement et son armée[3].
- 9 décembre (4 janvier du calendrier romain)[1],[3] .
- 12 décembre (7 janvier du calendrier romain)[1] : senatus consultum ultimum donnant les pouvoirs dictatoriaux à Pompée[4].
- 16-17 décembre (11-12 janvier du calendrier romain)[1] : Alea jacta est. Jules César franchit le fleuve Rubicon entre Ravenne et Rimini avec son armée, limite de la Gaule cisalpine, et marche sur Rome[3]. Début de la deuxième guerre civile (fin en 45 av. J.-C.).
- 23 décembre (18 janvier du calendrier romain)[1] : Pompée, les consuls et une partie du Sénat, impuissants à tenir tête à César, quittent Rome[3].

- 9 février (9 mars du calendrier romain) : César est maître de l’Italie[1] ; Pompée se dirige vers la Macédoine. César commence la conquête systématique des provinces.

- 3 mars (1er avril du calendrier romain) : César entre à Rome[1].
- 8 mars (6 avril du calendrier romain) : César quitte Rome pour Massalia ; il est devant la ville le 21 mars (19 avril du calendrier romain)[5].
- 24 mars (22 avril du calendrier romain) : Curion passe en Sicile[5].

- 4 avril (4 mai du calendrier romain)[5] : début du siège de Massalia (Marseille) qui prétend rester neutre dans le conflit entre Jules César et Pompée.
- 6 mai (5 juin du calendrier romain) : César quitte Massalia après avoir confié la flotte à Decimus Brutus et la direction du siège au légat Caius Trebonius. Il passe en Espagne où il marche contre les partisans de Pompée. Il est à Ilerda le 23 mai (22 juin romain)[5].
- 27 mai (26 juin du calendrier romain) : César vainc les Pompéiens à Ilerda (Lérida) lors de la première campagne d’Espagne[5].
- 28 mai (27 juin du calendrier romain) : première bataille navale devant Marseille[5].

- 27 juin (28 juillet du calendrier romain) : César bloque les Pompéiens sur l’Ebre ; ils se retirent le lendemain à Ilerda[5].
- 30 juin (2 août du calendrier romain) : seconde bataille navale devant Marseille[5].

- 2 juillet (31 juillet du calendrier romain) : les Pompéiens Afranius et Petreius capitulent à Ilerda[5].

- 8 juillet (8 août du calendrier romain) : Curion passe en Afrique[5].
- 16 juillet (16 août du calendrier romain) : victoire de l’armée de Curion sur le Pompéien Attius Varus à la bataille d’Utique[5].
- 20 juillet (20 août du calendrier romain) : en Afrique, Curion, partisan de César, est défait et tué par les Pompéiens et le roi de Numidie Juba Ier lors de la bataille de Bagradas[5].
- 5 août (7 septembre du calendrier romain) : César est à Corduba (Cordoue)[5].
- 15 août (17 septembre du calendrier romain) : César est à Gadès (Cadix)[5].
- 23-28 août (25 septembre-1er octobre du calendrier romain) : César est à Tarraco (Tarragone)[5].

- Début septembre : César est nommé dictateur[5].
- Fin septembre : César est de retour à Marseille, qui capitule[5]. César lui enlève ses colonies et fonde la colonie romaine de Forum Julii (Fréjus) pour la concurrencer.
- Septembre : la flotte césarienne est battue par les pompéiens dans l'Adriatique à Curicta.
- Automne : début du conflit entre Cléopâtre VII et son frère Ptolémée XIII.

- Octobre : mutinerie de la neuvième légion à Placentia[5].
- 28 octobre-7 novembre (2-12 décembre du calendrier romain) : César est de retour à Rome[5]. Il prend possession de sa charge de dictateur, mais ne la garde que onze jours, pendant lesquels il se fait élire au consulat pour l’année suivante[5].
- 8-17 novembre (13-17 décembre du calendrier romain) : César quitte Rome pour Brundisium[5].

- Au début de l'année, les Xiongnu se divisent définitivement en deux branches, l'une au Sud, l'autre au Nord. Huhanye, chef des Xiongnu du Sud, renouvelle son alliance avec la Chine. Zhizhi, allié aux Kangju, marche vers le pays des Wusun[6].

- Début du règne en Inde de Narayana, roi Kanva du Magadha (fin en 37 av. J.-C.)[7].

- En Judée, Aristobule II, libéré par César qui veut l’utiliser pour reconquérir la Syrie, est empoisonné peu après. Le gouverneur de Syrie  Metellus Scipion fait couper la tête à son fils Alexandre à Antioche sur ordre de Pompée[8].
- Decimus Brutus est légat de César en Gaule[9].
- Lettre de Salluste à Jules César, à Rome[10].

## Décès
- 20 juillet : Curion, homme politique romain.